# Liodessus

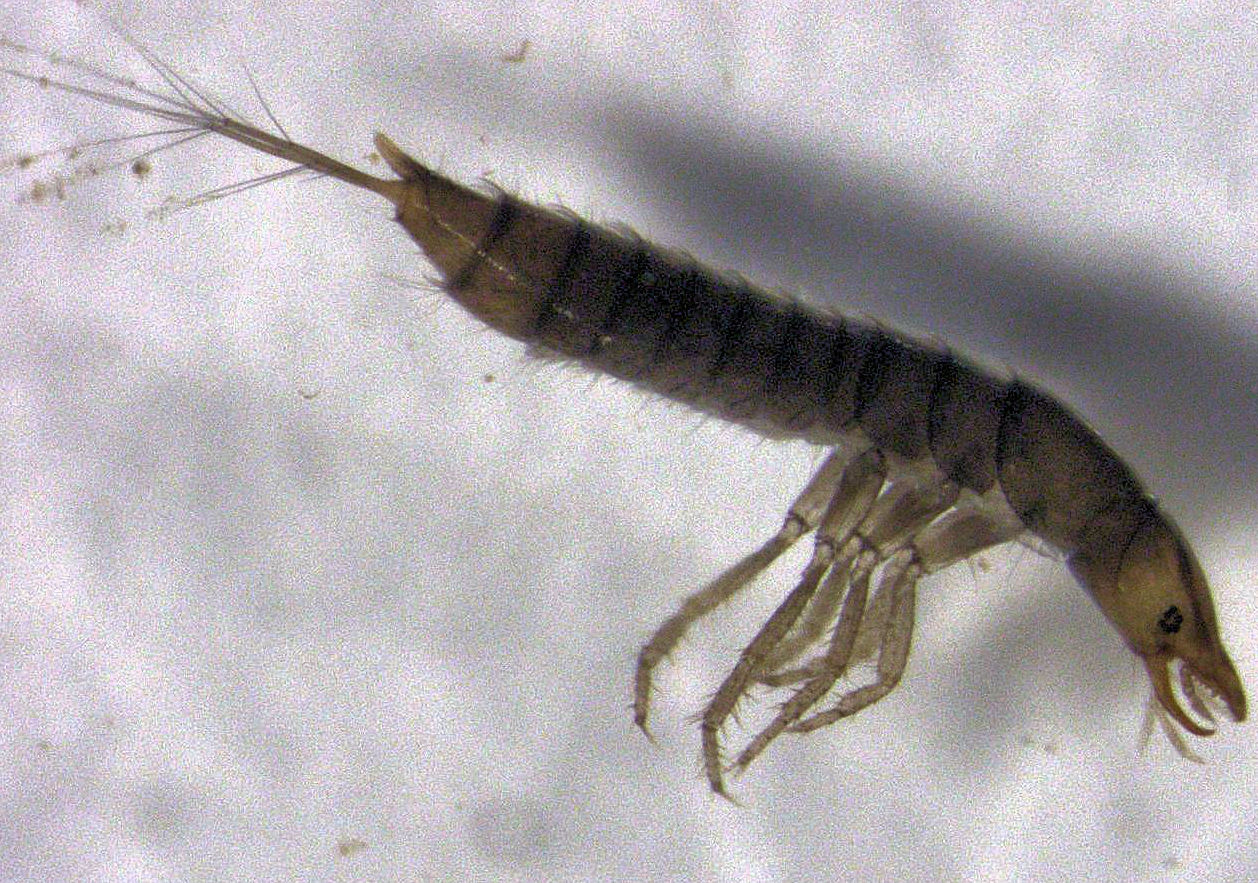
Liodessus plicatus, larva

Liodessus es un género de coleópteros adéfagos de la familia Dytiscidae.

## Especies seleccionadas
- Liodessus abjectus	(Sharp 1882)
- Liodessus acollensis	Guignot 1955
- Liodessus affinis	Say 1823
- Liodessus amabilis
- Liodessus antrias	Guignot 1955